# Vrnjačka reka
La Vrnjačka reka (en serbe cyrillique : Врњачка река) est une rivière de Serbie. Elle fait partie du bassin versant de la mer Noire.
La Vrnjačka reka traverse la ville de Vrnjačka Banja.